# Liste von Clavier-Übungen

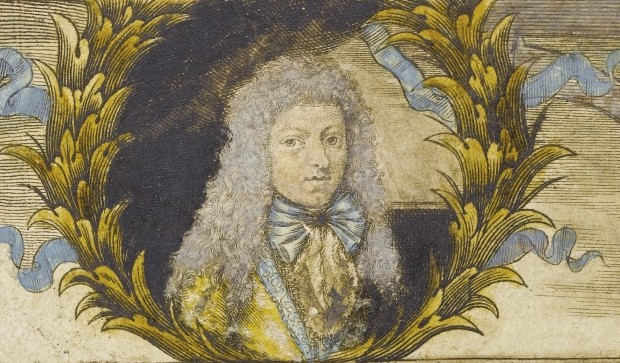
Johann Kuhnau – Porträt vom Titelblatt seiner Neuen Clavier-Übung

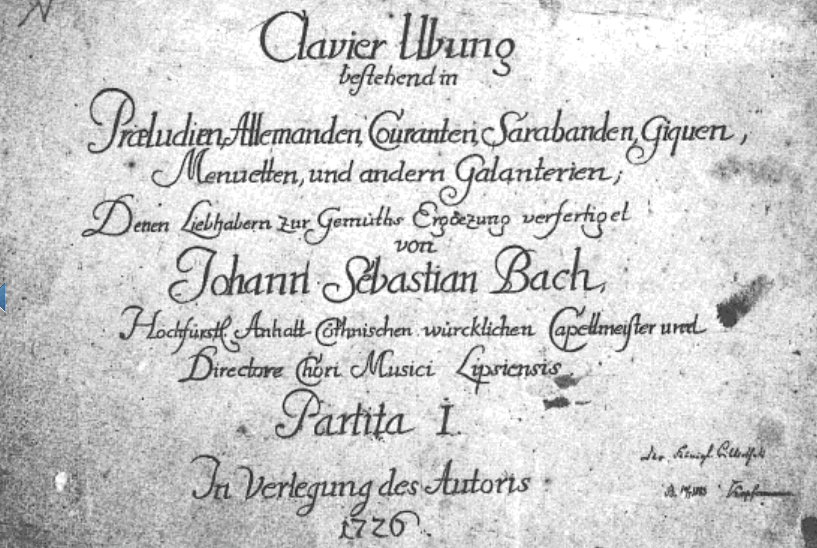
Titelseite der ersten Partita, gedruckt 1726 von Balthasar Schmid in Nürnberg

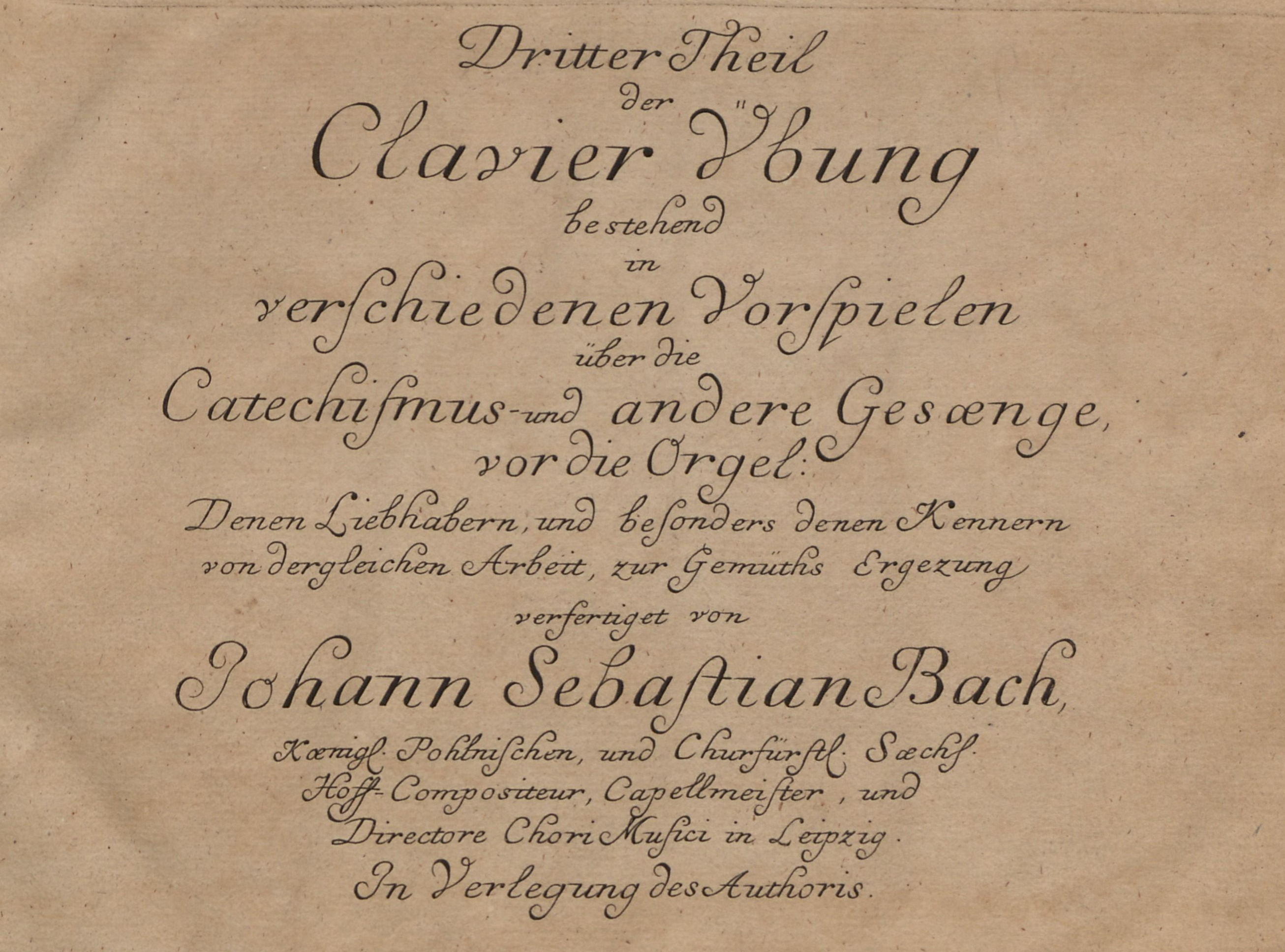
Johann Sebastian Bachs Clavier-Übung III („Dritter Theil / der / Clavier Übung / bestehend / in / verschiedenen Vorspielen / über die / Catechismus- und andere Gesaenge, / vor die Orgel: / Denen Liebhabern, und besonders denen Kennern / von dergleichen Arbeit, zur Gemüths Ergezung / verfertiget von / Johann Sebastian Bach, / Koenigl. Pohlnischen, und Churfürstl. Saechs. / Hoff-Compositeur Capellmeister, und / Directore Chori Musici in Leipzig. / In Verlegung des Authoris.“)

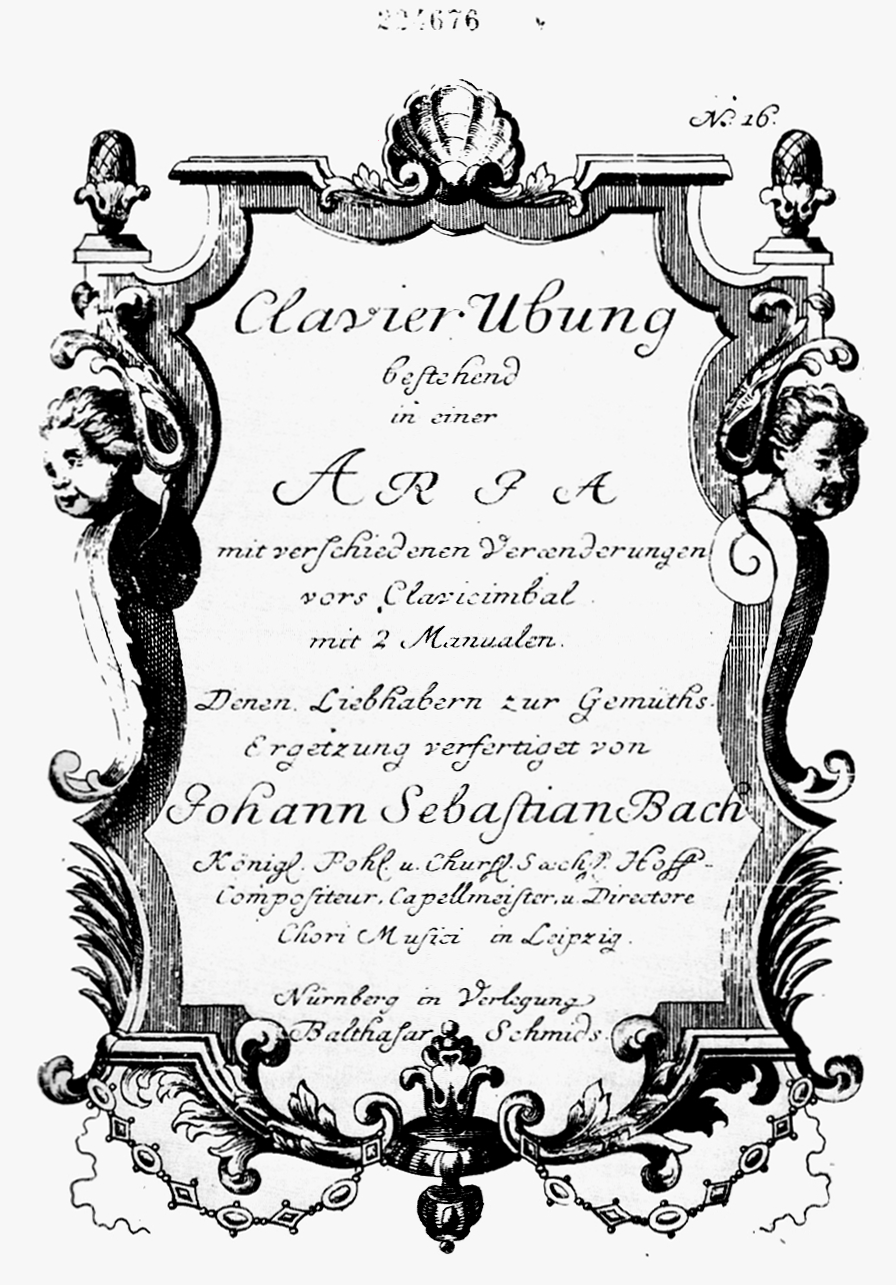
Titelblatt des Erstdrucks des vierten Teils von Bachs Clavier-Übung, mit dem heute als die Goldberg-Variationen bekannten Werk

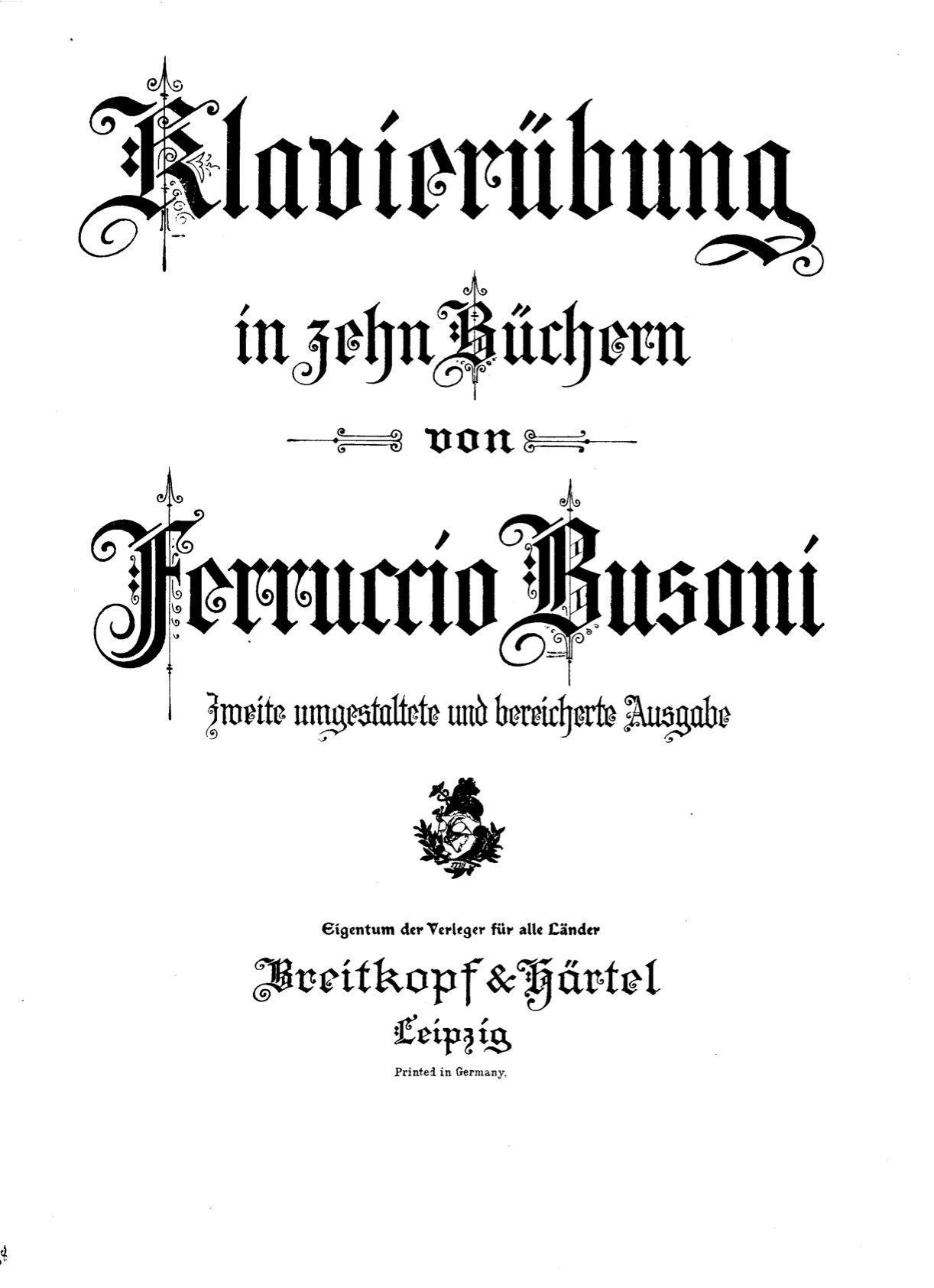
Busoni: Klavierübung in zehn Büchern

Dies ist eine Liste von Clavierübungen, d. h. von unter dem Titel „Clavier-Übung“ veröffentlichten Werken, was nicht mit reinen „Klavieretüden“ (d. h. Etüden für Klavier) gleichzusetzen ist. Eine Clavierübung (auch in den Schreibungen Clavier-Übung oder „Clavier Ubung“ usw., in der moderneren Schreibweise: Klavierübung) ist eine Übung für Tasteninstrumente. Der Begriff „Clavier“ ist ein Sammelbegriff für Tasteninstrumente aller Art und bezeichnete auch im engeren Sinne die Tastatur, wie man an Spielanweisungen wie „à 2 Clav. e Pedale“ (d. h. auf zwei Manualen und Pedal auszuführen) erkennen kann. Im späten 17. und frühen 18. Jahrhundert war es ein allgemein verwendeter Titel für verschiedene Musiksammlungen für Tasteninstrumente. Erstmals wurde die Bezeichnung wohl von Johann Kuhnau im Jahr 1689 verwendet. Heutzutage wird der Begriff hauptsächlich mit dem Komponisten Johann Sebastian Bach in Verbindung gebracht (siehe den Hauptartikel Clavierübung).

## Übersicht
Die folgenden Komponisten veröffentlichten Werke unter dem Titel Clavier-Übung:
- Johann Sebastian Bach:
  - Clavier-Übung I: sechs Partiten, separat veröffentlicht 1726–1730, dann zu einem Band zusammengefasst 1731
  - Clavier-Übung II: Italienisches Konzert (BWV 971) und  Ouvertüre nach französischer Art (BWV 831) (1735)
  - Clavier-Übung III: auch bekannt als die Deutsche Orgelmesse (1739)
  - Clavier-Übung IV: Aria mit diversen Variationen, bekannt als die Goldberg-Variationen (1741)
- Ferruccio Busoni
  - Klavierübung (1918–1925)
- Christoph Graupner:
  - Leichte Clavier-Übungen (ca. 1730)
- Johann Ludwig Krebs
  - Clavierübung, bestehend in verschiedenen Vorspielen und Veränderungen einiger Kirchengesänge (Nürnberg, J.U. Haffner, ca. 1744)
  - Clavier-Ubung bestehet in einer [...] Suite [...] Zweyter Theil (Nürnberg, J.U. Haffner, ca. 1744)
  - Clavier-Ubung bestehend in sechs Sonatinen … IIIter Theil (Nürnberg, J.U. Haffner, ca. 1744)
- Johann Philipp Kirnberger
  - Clavierübungen, mit der Bachischen Applicatur, vier Bände, 1761–1766
- Johann Krieger
  - Anmuthige Clavier-Übung (1698)
- Johann Kuhnau:
  - Neue Clavier-Übung, Erster Theil (1689) Digitalisat
  - Neue Clavier-Übung, Andrer Theil  (1692)
- Vincent Lübeck
  - Clavier Übung (1728)
- Georg Andreas Sorge
  - Clavier Übung in drei Teilen, 18 Sonaten für Cembalo (1738–c.1745)
  - Clavier Übung in zwei Teilen, 24 Praeludia für Orgel oder Clavichord (1739–42)

## Verschiedenes
Johann Sigismund Scholze alias Sperontes veröffentlichte eine Liedersammlung „Sperontes, singende Muse an der Pleisse in zwei mal 50 Oden, der neuesten und besten musikalischen Stücke mit den dazu gehörigen Melodien zu beliebter Klavierübung und Gemütsergötzung. Nebst einem Anhang aus J. C. Günthers Gedichten. Leipzig. Auf Kosten der lustigen Gesellschaft 1736“.